# Roche-Saint-Secret-Béconne
Roche-Saint-Secret-Béconne este o comună în departamentul Drôme din sud-estul Franței. În 2009 avea o populație de 362 de locuitori.

## Evoluția populației
| An        | 1975 | 1982 | 1990 | 1999 | 2006 | 2009 |
| --------- | ---- | ---- | ---- | ---- | ---- | ---- |
| Populație | 213  | 275  | 313  | 371  | 361  | 362  |